# Vegard Bergan
Vegard Amundsen Bergan (Porsgrunn, 20 febbraio 1995) è un calciatore norvegese, difensore dell'Arendal.

## Carriera

### Club
Proveniente dall'Hei, Bergan è passato all'Odd Grenland nell'estate 2011. Aggregato inizialmente alle giovanili, ha esordito nell'Eliteserien il 10 novembre 2013, subentrando a Morten Fevang nella vittoria per 3-2 sull'Hønefoss.
Il 12 maggio 2015, Bergan ha rinnovato il contratto che lo legava all'Odd fino al 31 dicembre 2017. Il 9 luglio successivo ha giocato la prima partita in Europa League, sostituendo Olivier Occéan nel pareggio per 0-0 contro lo Sheriff Tiraspol, sfida valida per il ritorno del secondo turno di qualificazione dell'edizione 2015-2016.
Il 13 aprile 2016 ha segnato la prima rete con questa maglia, nella vittoria per 0-5 sul campo del Tollnes in una partita valida per il primo turno del Norgesmesterskapet.
Il 10 ottobre 2017 ha prolungato il contratto con l'Odd fino al 31 dicembre 2019.
Il 23 marzo 2019 è passato al Bodø/Glimt a titolo definitivo, legandosi con un contratto biennale.
Il 28 maggio 2020 è stato ufficializzato il suo trasferimento allo Start, per cui ha firmato un accordo triennale.
Il 5 agosto 2022, Bergan ha rescisso il contratto che lo legava allo Start. Nella stessa giornata, ha firmato un accordo con l'Arendal.

### Nazionale
Bergan ha rappresentato la Norvegia a livello Under-16, Under-17, Under-18, Under-19 e Under-21. Per quanto concerne quest'ultima selezione, ha esordito in data 9 ottobre 2014, quando ha sostituito Jonas Grønner nella vittoria per 4-1 in amichevole sull'Irlanda.

## Statistiche

### Presenze e reti nei club
Statistiche aggiornate al 5 agosto 2022.
| Stagione       | Club         | Campionato   | Campionato | Campionato | Coppe nazionali | Coppe nazionali | Coppe nazionali | Coppe continentali | Coppe continentali | Coppe continentali | Supercoppe | Supercoppe | Supercoppe | Totale | Totale |
| Stagione       | Club         | Comp         | Pres       | Reti       | Comp            | Pres            | Reti            | Comp               | Pres               | Reti               | Comp       | Pres       | Reti       | Pres   | Reti   |
| -------------- | ------------ | ------------ | ---------- | ---------- | --------------- | --------------- | --------------- | ------------------ | ------------------ | ------------------ | ---------- | ---------- | ---------- | ------ | ------ |
| gen.-lug. 2011 | Hei          | 4D           | ?          | ?          | CN              | ?               | ?               | -                  | -                  | -                  | -          | -          | -          | ?      | ?      |
| 2013           | Odd          | ES           | 1          | 0          | CN              | 0               | 0               | -                  | -                  | -                  | -          | -          | -          | 1      | 0      |
| 2014           | Odd          | ES           | 5          | 0          | CN              | 4               | 0               | -                  | -                  | -                  | -          | -          | -          | 9      | 0      |
| 2015           | Odd          | ES           | 6          | 0          | CN              | 4               | 0               | UEL                | 5                  | 0                  | -          | -          | -          | 15     | 0      |
| 2016           | Odd          | ES           | 5          | 0          | CN              | 2               | 1               | UEL                | 2                  | 0                  | -          | -          | -          | 9      | 1      |
| 2017           | Odd          | ES           | 16         | 0          | CN              | 4               | 0               | UEL                | 1                  | 0                  | -          | -          | -          | 21     | 0      |
| 2018           | Odd          | ES           | 30         | 1          | CN              | 4               | 0               | -                  | -                  | -                  | -          | -          | -          | 34     | 1      |
| Totale Odd     | Totale Odd   | Totale Odd   | 63         | 1          |                 | 18              | 1               |                    | 8                  | 0                  |            | -          | -          | 89     | 2      |
| 2019           | Bodø/Glimt   | ES           | 21         | 1          | CN              | 1               | 0               | -                  | -                  | -                  | -          | -          | -          | 22     | 1      |
| 2020           | Start        | ES           | 27         | 0          | -               | -               | -               | -                  | -                  | -                  | -          | -          | -          | 27     | 0      |
| 2021           | Start        | 1D           | 25         | 3          | CN              | 4               | 0               | -                  | -                  | -                  | -          | -          | -          | 29     | 3      |
| gen.-ago. 2022 | Start        | 1D           | 6          | 0          | CN              | 3               | 0               | -                  | -                  | -                  | -          | -          | -          | 9      | 0      |
| Totale Start   | Totale Start | Totale Start | 58         | 3          |                 | 7               | 0               |                    | -                  | -                  |            | -          | -          | 65     | 3      |
| ago.-dic. 2022 | Arendal      | 2D           | 0          | 0          | CN              | -               | -               | -                  | -                  | -                  | -          | -          | -          | 0      | 0      |
| Totale         | Totale       | Totale       | 142+       | 5+         |                 | 26+             | 1+              |                    | 8                  | 0                  |            | -          | -          | 176+   | 6+     |